# Ceram
Ceram (chiamata anche Seram, Seran o Serang) è un'isola dell'arcipelago delle Molucche, nel mar di Banda, in Indonesia. Situata a nord dell'isola di Ambon, appartiene amministrativamente alla provincia indonesiana delle Molucche. La città e porto principale è Masohi.

## Geografia
Ceram è attraversata al centro da una catena montuosa, il cui punto più alto (Monte Binaiya, 3.019 metri) è ricoperto da una densa foresta pluviale. Si produce Copra, resina, sago, e pesce. Nel nordest, vicino Bula, viene estratto petrolio.

## Storia
Durante il XV e XVI secolo Ceram fu all'interno della sfera d'influenza del Sultanato di Ternate, sebbene venisse spesso governata direttamente dallo stato vassallo di Ternate di Buru. I missionari portoghesi furono attivi nell'isola a partire dal XVI secolo.
I posti di scambio olandesi furono aperti all'inizio del diciassettesimo secolo, quando l'isola andò sotto il controllo nominale olandese nel 1650 circa. Nel 1780, Ceram fu una base strategica per il supporto della lunga ribellione contro il regime olandese del principe Nuku di Tidore.

## Religione
Tradizionalmente, qui la gran parte delle persone è stata o di fede animista, o cristiana o musulmana. Violenti conflitti inter-religiosi sconvolsero la provincia delle Molucche e le altre parti dell'Indonesia alla fine del 1998, risultati di decine di migliaia di persone dislocate ad Ambon e nelle isole circostanti come Ceram.

## Amministrazione
L'isola è divisa in due reggenze: Reggenza di Ceram Occidentale e Reggenza di Ceram Orientale.